# Astrachan oblast
Astrachan oblast (ryska: Астраханская область, Astrachanskaja oblast) är ett oblast i södra Ryssland vid Kaspiska havet med en yta på 44 100 km² och cirka 1 miljon invånare. I norr gränsar man till Volgograd oblast, i väster till Kalmuckien, i öster till Kazakstan och i söder till Kaspiska havet. Astrachan oblast genomkorsas av Volgafloden vars delta utgör regionens södra del. Huvudstad och största stad är Astrachan.

## Historia
Guvernementet Astrachan skapades inom Tsarryssland 1717 av Peter den store och var då den sydvästra utposten av riket. Regionens gränser har ändras ett flertal gånger sedan dess. De nuvarande är från 1957.

## Demografi
Etniska grupper
Vid 2010 års folkräkning fanns följande folkgrupper i oblastet:
- Ryssar 67,6%
- Kazaker 16,3%
- Tatarer 6,6%
- Ukrainare 0,9%
- Nogajer 0,8%
- Tjetjener 0,8%
- Azerer 0,9%
- Kalmucker 0,7%
- Armenier 0,6%
- Romer 0,6%
- Avarer 0,5%
- Lezginer 0,5%
- Darginer 0,5%
- Vitryssar 0,3%
- Övriga 2,4%
- 95 217 personer finns registrerade i folkräkningen utan etnisk tillhörighet. Troligen har dessa en genomsnittlig fördelning mellan folkgrupperna och påverkar statistiken obetydligt.[3]

- Födda (2008): 14 200 (14,2 per 1 000 inv)
- Avlidna (2008): 13 660 (13,6 per 1 000 inv)